# 26501 Сатіко
26501 Сатіко (26501 Sachiko) — астероїд головного поясу, відкритий 2 лютого 2000 року.
Тіссеранів параметр щодо Юпітера — 3,315.
Названо на честь Сатіко (яп. さちこ(佐智己) сатіко).